# Raymond Lallemant
Pour les articles homonymes, voir Lallemant.

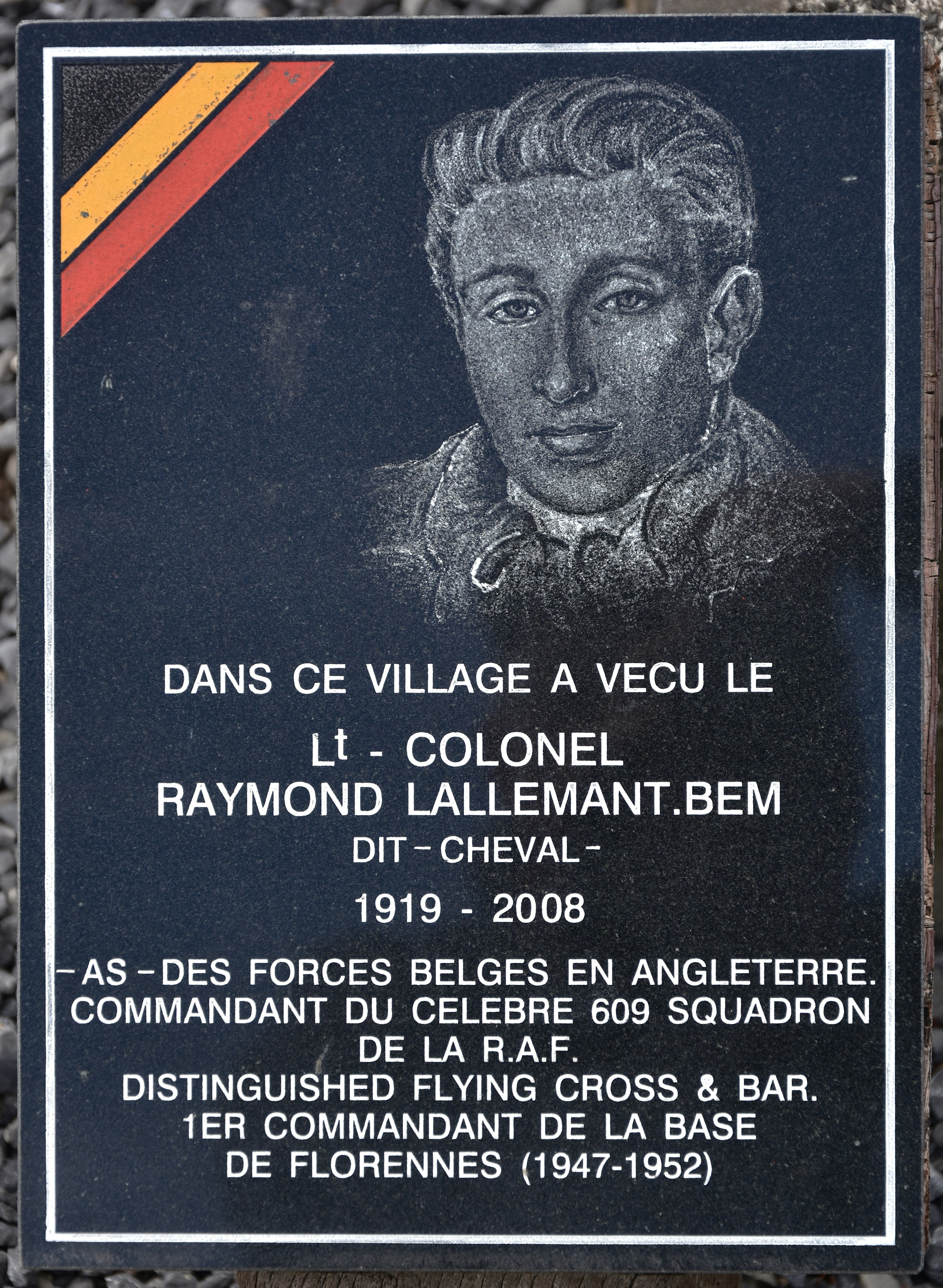
Plaquette à Chapelle-à-Oie

Raymond Lallemant, dit « Cheval », né le 23 août 1919 à Blicquy (Leuze-en-Hainaut) en Belgique et mort le 30 janvier 2008 à l'âge de 88 ans, est un aviateur belge de la Seconde Guerre mondiale, qui fait partie des as de l'aviation, titulaire de 5,5 victoires confirmées sur Hawker Typhoon.
Après la bataille d'Angleterre à partir de 1944, il s'est vu confier par la Royal Air Force la dangereuse mission de l'attaque des chars et de l'artillerie anti-aérienne allemande à la tête du 609e squadron équipé de chasseurs bombardiers Hawker Typhoon. Dans le cas des chars, la nécessité de les repérer impliquait de voler à une altitude suffisamment élevée pour embrasser une vision du champ de bataille permettant d'identifier les objectifs. Il fallait alors piquer en utilisant les canons dont était équipés les avions d'attaque, mais aussi des roquettes, le danger résidant dans la riposte des mitrailleuses montées sur certains chars ou dans la riposte des batteries de la flak elle-même (DCA allemande). Raymond Lallemant a inscrit 34 chars à son tableau de chasse. 
Dans le cas de l'artillerie allemande, l'attaque entraînait les mêmes risques car elle se faisait également en piqué précédé d'une approche à haute altitude puisque, dans une approche en rase-motte, l'ennemi n'était souvent découvert qu'au dernier moment, au détour d'un repli de terrain, trop tard pour avoir le temps de l'attaquer. En septembre 1944, Raymond Lallemant est abattu au-dessus d'Arnhem durant la campagne de Hollande. Grièvement brûlé, il subira plusieurs opérations avant de reprendre la tête de son escadrille avant la fin de la guerre.

## Enfance et adolescence
Raymond Lallemant était élève-pilote en 1940 lorsque l'Allemagne envahit la Belgique. Evacué sur la France puis le Maroc, il finit par rejoindre l'Angleterre avec d'autres pilotes belges et polonais, arrivant à Liverpool via Gibraltar le 12 juillet 1940. 
Il termine alors sa formation à Odiham, à l'école franco-belge avant d'être affecté au No. 609 Squadron RAF en septembre 1941. Après avoir terminé son entraînement, il arrive en juillet 1941 au 609 Squadron basé de Biggin Hill, auquel il est affecté comme sergent pilote. Il remporte plusieurs victoires aériennes : de juin 1943 à janvier 1944, il est muté en qualité de pilote d’essais à l’usine Napier de Luton qui fabrique les moteurs des Typhoon. Il passe ensuite au No. 197 Squadron pendant la période préparatoire au débarquement puis au No. 198 Squadron avec lequel il participe aux opérations du débarquement. visite du ministre Camille Gutt au 609 Squadron stationné à Duxford. Mony Van Lierde, Raymond Dopere, Roger Malengrau, André Blanco, Christian Ortmans, Monsieur Gutt, François de Spirlet et Raymond Lallemant.

## Seconde Guerre mondiale
À l'aube du 6 juin, au moment du Débarquement de Normandie, d'Utah Beach et Omaha Beach et de la pointe du Hoc pour les Américains, Gold Beach pour les Britanniques, Juno Beach pour les Canadiens et Sword Beach pour les Britanniques. Les Typhoon du 609 se ruèrent à l'assaut des radars, et un peu plus tard dans la journée s'en prirent aux chars allemands. La dernière et soixante-neuvièmes victoire aérienne du 609 avec le Typhoon fut obtenue le 23 juin lorsque le Flight Lieutenant Roberts rencontra six Bf 109 et descendit l'un d'entre eux.
Le 609 s'était affirmé comme la meilleure des unités volant sur Typhoon : il avait remporté plus de victoires aériennes que les autres. En dehors des pilotes britanniques, cinquante Belges et une quantité d'aviateurs d'autres nations avaient combattu dans le 609 et « Cheval » Raymond Lallemant était un de ces héros.

## Après la guerre

### Base de Florennes
Le 15 octobre 1946, l'Aviation Militaire Belge devient une composante indépendante de l'armée de terre, qui deviendra la Force Aérienne Belge (FAé) le 19 janvier 1949. Bien que la base ait déjà été occupée par les Belges dès la fin 1945, c'est le 28 juillet 1947 que l'État-Major belge décide de confier le premier commandement de la base de Florennes à un Officier Supérieur Aviateur : le Major Aviateur Lallemant DFC and Bar est désigné. Pendant toute cette période et toutes ces mutations administratives, il reste à la tête de cette unité qui devient d'abord le 161e Wing de Chasse, puis, quelques années plus tard, le 2e Wing de Chasseurs-Bombardiers. Il a dû se battre contre un autre ennemi, en cette période de pénurie généralisée : le manque chronique de moyens. Il y vola principalement sur Spitfire Mk XIV, F84-E et F84-G (Thunderjet). Il quitte la base de Florennes le 17 juin 1952 et cède sa place au Lieutenant-Colonel Aviateur Custers. Il est alors désigné pour suivre les cours « Command and Staff » à l'Air University de Maxwell AFB aux États-Unis (Montgomery-Alabama).

### Erwin Rommel
Erwin Rommel, le 17 juillet 1944, fut blessé à La Gossinée, commune de Lisores. L'identité de celui qui l'a mitraillé est discutée. En 1994, Raymond Lallemand, en visite à Vimoutiers a dédicacé son livre Rendez-vous d'un jour : 6 juin 1944. Il y explique qu'il a fait partie du groupe de huit Typhoon qui ont attaqué une ferme près de Livarot. Le leader, John Robert Baldwin, a aperçu une voiture. Elle était remplie d'Allemands, c'était une grande voiture noire décapotable. Baldwin a ouvert le feu, suivi de son numéro deux. Sont évoqués aussi Jacques Remlinger, en mission avec un autre pilote de son groupe, le Néo-zélandais Bruce Oliver, qui aurait mitraillé le véhicule de Rommel. Mais, d'après les archives de la Royal Air Force, cette action est à mettre au crédit de l'un des pilotes de Spitfire du Squadron 602, le chef du groupe Chris Le Roux. 

### Mémorial Spitfire
Un musée, aussi appelé Mémorial Spitfire, est dédié à la mémoire du Colonel Aviateur Raymond Lallemant à Florennes.  

## Autres
Raymond Lallemant  a donné le nom de Jean Offenberg, héros de la RAF qui a été son mentor,  à la base de Florennes. 
Raymond Lallemant était présent aux cérémonies des 60 ans du débarquement en Normandie en 2004.

## Reconnaissance[7]

### Décorations
| Distinguished Flying Cross            |
| Ordre de la Couronne                  |
| Ordre national de la Légion d'honneur |
| Croix de guerre 1939-1945             |
| Ordre du Mérite Tchèque               |

## Livres
- Rendez-vous avec la chance, Éditions Robert Laffont, Paris, 1962
- Rendez-vous d'un jour 5-6 juin 1944, Éditions Rossel, Bruxelles, 1975
- D-Day 6 juin 1944, Éditions Rossel, Bruxelles, 1984
- Rendez-vous avec le destin, édité par l'auteur Colonel R.Lallemand (sic), 2004

extraits de son livre Rendez-vous avec la chance :
- « Raymond LALLEMANT > », sur club.fr via Wikiwix (consulté le 8 novembre 2023)
- « Histoire du monde.net », sur histoiredumonde.net (consulté le 28 août 2020)

## Sources
- Dictionnaire de l'aviation
- http://www.cieldegloire.com/006_lallemant.php (ACES HIGH - Christopher Shores and Clive Williams. Grub Street Éditions. The Story of 609 Squadron - Frank H Ziegler)
- « Décès de Raymond Lallemand - Les forums Check-six! », sur checksix-forums.com via Wikiwix (consulté le 14 juin 2023)
- « Accueil », sur mil.be via Wikiwix (consulté le 14 juin 2023)
- http://www.rotarybxlnord.be/ecodunord139.pdf